# Règles métier
Les règles métier (ou règles de gestion, ou « business rules » en anglais) sont des déclarations de haut niveau structurées qui permettent de contraindre, contrôler et influencer un aspect du métier. Aussi ces dernières peuvent diminuer ou augmenter l'impact de risque, et encore prendre des décisions rationnelles.

## Enjeux, objectifs des règles métier
Une règle métier permet d'influencer une prise de décision.
L'objectif est de disposer de règles claires, c'est-à-dire non ambiguës et compréhensibles par tous, notamment par les non informaticiens.
La méthode est de séparer la logique métier de la logique système ou applicatif dans une application. Ainsi la logique métier pourra évoluer et être maintenue séparément du code de l'application.

## Avantages
La définition des règles métier en amont des projets et leur traduction correcte en vue d'une programmation informatique structurée réduisent les risques des projets, permettant un gain énorme en temps de développement, et donc en coûts (pour la maîtrise d'ouvrage).
La gestion du métier revient aux professionnels de ce domaine, c'est-à-dire les experts fonctionnels, qui pourront changer les politiques métier de l'entreprise en utilisant un langage naturel.

## Place par rapport aux parties prenantes et à la sécurité
Les règles métier doivent être établies en fonction des besoins des partenaires et des parties prenantes.
Elles doivent tenir compte des exigences générales (macroéconomiques) de sécurité :
- critères communs ;
- tiers de confiance.

## Place dans la gestion de projet / programme
La définition des grandes lignes des règles métier intervient dans la phase d'alignement stratégique, au début du processus de développement des exigences.
Voir :
- règles métier par rapport aux classes d'exigences ;

- règles métier dans le processus de développement des exigences.

### Les règles métiers dans l'environnement
- Communication
- Contexte (communication)
- Perception de l'environnement
- Partie prenante
- Entreprise étendue

### Les règles métier par rapport aux exigences
- Ingénierie des systèmes
- Interopérabilité
- Risque
- Sécurité
- SWOT

### Les règles métier dans la gestion de projet
- Gestion de projet
- Gestion de programme
- Urbanisation (informatique)
- Métamodèle d'urbanisme
- Structure de données